# HMS Sulphur (1826)
Pour les autres navires du même nom, voir HMS Sulphur.

Croquis du HMS Sulphur

Le HMS Sulphur est une bombarde de la Royal Navy, connu comme étant l'un des bateaux dans lequel Edward Belcher explora la côte Pacifique de l'Amérique du Sud. 

## Sources

## Compléments